# Тотватылькы (приток Пюлькы)
Тотватылькы — река в России, протекает по территории Ямало-Ненецкого автономного округа. Устье реки находится в 14 км по левому берегу реки Пюлькы. Длина реки составляет 29 км. В2 км от устья по левому берегу впадает река Перекатная.

## Данные водного реестра
По данным государственного водного реестра России относится к Нижнеобскому бассейновому округу, водохозяйственный участок реки — Таз. Речной бассейн реки — Таз.
Код объекта в государственном водном реестре — 15050000112115300068964.